# باب‌الله، سوریه
باب‌الله (به عربی: باب‌الله) یک روستا در سوریه است که در ناحیه مرکزی اریحا واقع شده‌است. باب‌الله ۱٬۴۰۸ نفر جمعیت دارد.